# Мелодии гор
Мелодии гор — музыкально-этнографический фильм Суламбека Мамилова, повествующий о певческой и танцевальной. духовно-материальной культуре Республики Ингушетии.
Является первым фильмом в истории ингушской киностудии «Магасфильм».

## Сюжет
Сюжет фильма строится на описании уникальной духовно-материальной культуры ингушского народа, через древние горские песни и танцы. Картина разворачивается в горах Ингушетии. С высоты птичьего полета в фильме показана необъятная ширь кавказских гор, башенные комплексы, где некогда бурлила жизнь, святилища и храмы, Матлоам, где предки ингушей в день летнего солнцестояния устраивали праздничные торжества, громадные покровы букового леса, сосновый бор и быстрые реки.
Основное действие в фильме происходит у храма Альби-Ерды, рядом с которым с древности ежегодно проводились праздничные торжества со скачками и танцами, богатым угощением. Над храмом развевается полотнище государственного флага Республики Ингушетия.

## Съемочная группа
- Режиссёр-постановщик — Суламбек Мамилов
- Автор сценария — Асхаб Мякиев
- Продюсер — Суламбек Мамилов
- Главный оператор — Александр Негрук

В фильме приняли участие ингушские старейшины, Президент Республики Ингушетия — Зязиков Мурат Магометович, Государственный ансамбль народного танца «Ингушетия», а также другие известные ингушские артисты и работники культуры.

## Награды
III место в номинации «Лучшее музыкальное содержание» на X Открытом региональном конкурсе видео- и анимационных фильмов, проходившем в Республике Дагестан 15 декабря 2012.